# الرام (بعلبك)
الرام هي إحدى القرى اللبنانية من قرى قضاء بعلبك في محافظة بعلبك الهرمل.
- المسافة من بيروت: 114 كلم.
- الارتفاع عن سطح البحر: 1250م.
- المساحة : 702 هكتار
- عدد السكان في رام (بعلبك) : 345 ساكن.